# クマラスワミ報告
クマラスワミ報告（クマラスワミほうこく）とは、国際連合人権委員会の決議に基づいて提出された、「女性に対する暴力とその原因及び結果に関する報告書」の通称である。「クマラスワミ」は、国際連合人権委員会に任命された特別報告者であるラディカ・クマラスワミ（Radhika Coomaraswamy）を指す。クマラスワミ報告書ともいう。

## 概要
クマラスワミ報告とは、「女性に対する暴力とその原因及び結果に関する報告書」のことで、国際連合人権委員会が、第50会期における1994年3月4日の決議（1994/45）に基づき、スリランカ出身のラディカ・クマラスワミを特別報告者に任命し（任期3年間）、毎年同委員会へその調査結果を提出させたものである。
日本では、特に、1996年1月4日に提出された日本の慰安婦について論じた附属文書1「戦時における軍事的性奴隷制問題に関する朝鮮民主主義人民共和国、大韓民国および日本への訪問調査に基づく報告書」の内容を問題視している。クマラスワミ報告は現在の女性問題についての報告を目的としていたが、同付属文書1（Add.1）は、韓国の市民団体からの「被害者は現在も生存している」という強い働きかけを受けて付録された。なお、附属文書2（Add.2）は「家庭内暴力に関する立法」である。
報告書は1996年4月、国際連合人権委員会で作業を「歓迎」し内容を「留意」するという決議が行われている。

## 経緯
1990年初期に始まった元「慰安婦」の個人補償請求運動が、被害者の主張に賛同する国際世論を導きだしJCL、ILO、ICPO-INTERPOL、WCCなどの支持と協力を得て展開された。国際連合での活動は1992年頃から、主に国際連合人権委員会小委員会を足場にして行われ、様々な報告と決議がされてきた。

### 日本弁護士連合会による国連ロビー活動・IED報告書
日本弁護士連合会(日弁連)は、1992年に戸塚悦朗弁護士を海外調査特別委員に任命。海外の運動団体と連携し、国際連合へのロビー活動を開始し、同1992年2月、戸塚弁護士はNGO 国際教育開発（IED）代表として、朝鮮人強制連行問題と「従軍慰安婦」問題を国際連合人権委員会に提起し、「日本軍従軍慰安婦」を「性奴隷」として国際社会が認識するよう活動していく。
1993年5月小委員会で、日本国政府に対して、元慰安婦に対して個人補償を勧告するIEDの最終報告書が正式に採托され、日本国政府に留意事項として通達された。1993年7月国連人権委員会の「人権委員会差別防止・少数者保護小委員会」で「戦時奴隷制問題」の特別報告者を任命する決議が採択され、スリランカのラディカ・クマラスワミが特別報告官に任命された。
1993年8月には、国連人権委員会「人権委員会差別防止・少数者保護小委員会」に特別報告者ファン・ボーベンによる最終報告書提出「人権と基本的自由の重大な侵害を受けた被害者の原状回復、賠償及び公正を求める権利についての研究」が提出されている。
日本弁護士連合会による国連ロビー活動について、当時日弁連会長だった土屋公献も日弁連が国連において、慰安婦を「性的奴隷(Sex Slaves またはSexual Slavery)」 として扱い、国連から日本政府に補償をおこなうように働きかけたと言明している。その結果、1993年6月のウィーンの世界人権会議において「性的奴隷制」が初めて「国際連合の用語」として採用され、1996年クマラスワミ報告書で「軍隊性奴隷制（military sexual slavery）」と明記される。
アジア女性基金の理事大沼保昭と運営審議会委員横田洋三は、日本の新聞やNGOは、国連の報告書は国連人権委員会の審議をするための材料であり、国連の立場を示すものではないことを理解した上で、外圧のために報告書の意図を捻じ曲げた報道をしていると批判している。

### 日本国政府の動向
この時期、日本国政府はアジア女性基金を設置し、元慰安婦個人への補償を行う方針を決めていたが、1995年4月の現代奴隷制作業部会は「第二次世界大戦中に性奴隷とされた女性の問題に関して」初めて日本国政府を名指し、行政的審査会設置による解決を勧告した。1995年8月国連人権小委員会はこの勧告を受け入れる決議をしている。

## クマラスワミ報告書

### E/CN.4/1996/53(女性への暴力に関する特別報告書)
1996年2月5日、女性への暴力に関する特別報告書（E/CN.4/1996/53）が提出された。
E/CN.4/1996/53 の正式な題は、「Report of the Special Rapporteur on violence against women, its causes and consequences, Ms. Radhika Coomaraswamy, submitted in accordance with Commission on Human Rights resolution 1995/85」である。
- アジア女性基金による日本語訳「女性に対する暴力」 (PDF)

### E/CN.4/1996/53/Add.1(付属文書1)
主報告書である女性への暴力に関する特別報告書(E/CN.4/1996/53)に先立って、1996年1月4日、E/CN.4/1996/53/Add.1(付属文書1「戦時における軍事的性奴隷制問題に関する朝鮮民主主義人民共和国、大韓民国および日本への訪問調査に基づく報告書」)が人権委員会（国連人権理事会)に提出された。
- アジア女性基金による日本語訳「付属文書1」 (PDF)

## 慰安婦問題に影響する付属文書1
この附属文書1「戦時における軍事的性奴隷制問題に関する朝鮮民主主義人民共和国、大韓民国および日本への訪問調査に基づく報告書」は、慰安婦問題について日本政府に法的責任を取ることを求め、特に被害者個人への賠償責任が日本政府にあることを強調している。ただ責任者の刑事責任については日本政府に訴追する義務があるとしながらも、「できる限り行う義務がある」という表現にとどまっている。勧告の最後で「犯行をできるだけ特定し処罰するべきだ」にとどまり具体的な実施方法には触れていない。
この文書の基礎資料となっているものは、第二次世界大戦終了時の米軍による「慰安婦」等への聞き取り調査、ジョージ・ヒックスの書籍、そしてクマラスワミ自身による韓国・日本の政府関係者と「元慰安婦」へのヒアリングである。北朝鮮に関しては北朝鮮関係機関から提供された資料と人権センター代表団の「元慰安婦」への聞き取り調査である。また、当時の証言の一つとして吉田証言についても二行程度の言及をしている。
この内、元慰安婦へ聞き取り調査は、北朝鮮・韓国・日本それぞれの政府や非政府組織から事前に入手した資料に基づき、1995年7月に北朝鮮の平壌で4人（7月15日〜18日）・韓国のソウルで13人（7月18日〜22日）・日本の東京で在日朝鮮人1人と大日本帝国陸軍兵士1人へ行い（7月22日〜27日）、3カ国16人の証言の内いくつかをこの報告書へ要約したとしている。クマラスワミは元慰安婦が共同生活する施設「ナヌムの家」も訪れ、元慰安婦たちの証言を特に重視している。
しかし、クマラスワミ報告には数多い事実誤認や歪曲が指摘されている。歴史家の秦郁彦は東京でクマラスワミと一時間ほど質疑した際に「慰安婦の雇用契約は日本軍でなく民間業者との間でむすばれた」と指摘したことが、同報告書では「秦は慰安婦が日本陸軍と契約を交わした（…）と述べた」と歪曲されて記載され、「まことの心外」として批判している。

### 「ミクロネシア慰安婦虐殺事件」について
同報告書 II.歴史的背景 A.総論 21節には「ミクロネシアでは日本軍が一晩に70人の「慰安婦」を殺した事件が起きた。進駐してくるアメリカ軍に捕まるようなことになれば、女性たちは足手まとい、邪魔者になると日本軍は思ったのである。」（女性のためのアジア平和国民基金の翻訳）と記載されている。
この記載は、オーストラリア人ジャーナリストのジョージ・ヒックス (George Hicks) が書いた“The comfort women : sex slaves of the Japanese imperial forces”（1995年）という書籍を参照しているが、この書籍にもこの書籍の出典である金一勉の著作『天皇の軍隊と朝鮮人慰安婦』（1976年）にも「70人」という数字はない。
秦郁彦は、年代も曖昧であることから、これは全くの事実誤認で、かつ史実に基づくものではなく、もともとはも日本共産党京都市議で作家の西口克己による小説『廓』(1969年)における記述（この小説の末尾に、1944年2月17日米軍のミクロネシアのトラック島での空襲中、日本軍が慰安婦を機関銃で皆殺しにしたとある。）に基づくものであろうと考証している。『廓』は直木賞候補にもなった回想録スタイルの小説である。
秦はまた、そのような虐殺があれば戦後の大がかりなトラック島戦犯法廷で裁かれているはずだが取り上げられていない。トラック島第四海軍施設部にいた阿部キヨの回想では、空襲直後に女性陣総引揚命令が出され1944年2月28日には氷川丸などを乗り継いで帰国したが、100人ほどの慰安婦も同乗していたし「そのような事件は当時聞いたことがない」と証言していること、またトラック島で200人の部下を率いた元海軍主計中尉の金子兜太も同様の証言をしていることなどから、これは西口によるフィクションであるとしている。

#### ジョージ・ヒックスの著作
ジョージ・ヒックス (George Hicks) が書いた”The comfort women"という書籍は、千田夏光の『従軍慰安婦』、金一勉（キム・イルミョン）『天皇の軍隊と朝鮮人慰安婦』、吉田清治、歴史学者吉見義明らの著作が参照されているが、ジョージ・ヒックスはこの書籍の内容や証言すべてを真実のものとして取り扱っている。この著書の資料についてヒックスは、東京大学教授高橋彰の紹介で在日朝鮮人三世のリ・ユミが情報の80%を収集し、またアメリカの国際政治学者 チャルマーズ・ジョンソンの紹介でリ・ハイキュン教授にも資料を提供してもらい、他には吉見義明の協力を得たと述べている。
歴史学者の秦郁彦や荒井信一は、クマラスワミ報告の参考文献はヒックスの著作のみに依拠しているという。
秦郁彦はまた、ヒッグスの著作はどの文献を参照したのか脚注もついておらず、また原著にない部分を記していたりしており、初歩的な間違いと歪曲だらけの通俗書と評している。

### 吉田証言への言及
その一方で、報告書作成当時千葉大学教授であった秦郁彦の吉田の著書に対する異議も掲載している。
- 同報告書 II. 歴史的背景 40節

### 北朝鮮人元慰安婦の証言
同報告書が採用した元慰安婦の証言の4例のうち、北朝鮮在住のチョン・オクソンの証言では「13歳の時に日本人の守備兵に拉致され警察署で数人にレイプされた。左目を殴られそれ以来左目は見えない。連れて行かれた恵山市の陸軍の守備隊には朝鮮人の女の子が400人くらいいて、毎日5000人を超える日本兵の性奴隷として1日40人と相手をさせられた。慰安婦仲間の一人がなぜ1日に40人も相手をするのかと聞くと、ヤマモト中隊長は他の慰安婦の前でその女を全裸にしたうえ釘の出た板の上で転がし釘は血や肉片で覆われた。その後その女の首を切り落とし、その肉を茹で他の慰安婦へ食べさせろと命じた。」（抜粋）と言っている。
秦郁彦はこのようなチョン・オクソンの証言は事実誤認が甚だしく、拉致された1933年の朝鮮半島は平時で戦地ではなく、また遊廓はあったが軍隊用慰安所は存在していなかったと指摘している。また、この物語は北朝鮮平壌で発行された「労働新聞」1992年7月15日に掲載された別の元慰安婦李福汝の身の上話と酷似している、としている。（李福汝は1943年に満州の慰安所で焼印を押されたあとで生首スープを飲まされたと語っていた。）

### 日本国政府への勧告
1. 日本軍によって設置された慰安所制度が国際法違反であることを認め、その法的責任をとること
2. 日本軍性奴隷制の被害者個々人（元慰安婦）に対し、原状回復と賠償を行うこと
3. 慰安所について、日本政府が所持するすべての文書の完全な開示
4. 名乗り出た日本軍性奴隷制の女性被害者、個々人に対し書面による公的謝罪をなすこと
5. 歴史的現実を反映するように教育内容を改めること
6. 慰安所への募集及び収容に関与した犯行者をできる限り特定し、かつ処罰すること

## 評価
報告書には、「日本の戦争責任資料センター」の荒井信一や吉見義明、秦郁彦らの歴史学者による批判がある。麗澤大学教授の西岡力はクマラスワミ報告は吉田清治やジョージ・ヒックスの著作（ヒックスは吉田証言や当時のうわさ話を歴史的な真実として記載している）に依拠しており、慰安婦を「貧困を原因とする人身売買の被害者」としてでなく「国家権力による強制連行の犠牲者だと決めつけている」と批判している。
吉見義明 （歴史学者）
事実調査についてクマラスワミの訪問を受け、持論が採用されたが、「一部に事実誤認があるがその点を修正すればしっかりした報告書である」と評価をした（ただし、後に「植民地での奴隷狩り的強制連行は確認されていない」こと、「挺身隊が慰安婦にさせられた例も確認されていない」ことを認めた）。
秦郁彦 （歴史学者）
クマラスワミ報告書には事実誤認が甚だしく、「学生レポートなら落第点」と評している。慰安婦問題について日本に法的、道義的な責任があるとする。
大沼保昭 （アジア女性基金理事で東京大学名誉教授）
クマラスワミ報告書については「学問的に水準が低く、信頼できない情報源に依存している。法的な議論にも問題点がある」と総評し、落第点だと評している。

## 日本国政府による反論と撤回
1996年3月、日本国政府は報告書を「極めて不当」「無責任で予断に満ち」「歴史の歪曲に等しい」「受け入れる余地は全くない」などと厳しく批判した全42ページにも及ぶ反論文書を作成し国連人権委員会に提出したが、すぐに撤回した。その理由については「反論することで、かえって慰安婦問題の議論を起こしかねないと懸念したため」とされている。
撤回された反論文書は、アジア女性基金による元慰安婦支援の取り組みなどを説明するのみで、報告書の否定を求める記述を削除した「日本の施策」とする、半ページほどの簡素で形式的な文書に差し替えられた。

## その後
クマラスワミ報告以後の日本軍慰安婦に関するものとしては国連人権委員会「人権委員会差別防止・少数者保護小委員会」特別報告者ゲイ・マクドゥーガルによるマクドゥーガル報告書（1998年8月採択）がある。
日本政府は、マクドゥーガル報告書はゲイ・マクドゥーガル個人報告書にすぎず、受け入れられないと回答した。
戸塚弁護士らの政治的活動は日弁連内部から目的外・職務外行為であるとして批判され、戸塚弁護士は1998年には日弁連から解嘱された。

クマラスワミ報告が引用していた吉田清治の証言は彼の著書『私の戦争犯罪』で述べられているが、1995年にその内容が創作であることを彼自身が認めている。この内容を世に広めた朝日新聞社も、2014年8月5日に吉田の証言が虚偽であったと記事19本の取り消しや訂正をして謝罪している。
しかし、ラディカ・クマラスワミは同年9月4日までに共同通信のインタビューに対し、元慰安婦への聞き取り調査結果などを挙げ、報告書の内容を修正する必要は無いとの考えを示している。また、読売新聞も9月5日にラディカ・クマラスワミに電話インタビューしたが、彼女は「報告書は多くの元慰安婦の聞き取り調査に基づき作成した。（朝日新聞の誤報があっても）報告書の見直しの必要はない」「吉田証言は報告書作成の入手した証拠のひとつ」「吉田証言は報告書の核心でなく、元慰安婦の証言がより重要だ」と述べたとし、具体的な情報源は明らかにしなかったとしている。それとともに、彼女の調査に協力した秦郁彦は「報告は『落第点』と言わざるをえない内容だ」と厳しく批判したと報じている。
ラディカ・クマラスワミのこれらの発言に対し菅義偉官房長官は9月5日、「我が国の基本的立場や取り組みを踏まえていないことを遺憾に思っている」とする政府の立場を表明している。
2014年10月14日、外務省佐藤地人権人道担当大使はニューヨークでラディカ・クマラスワミと面会し、朝日新聞が32年前の1982年9月2日の吉田証言は虚偽であったとする2014年8月5日の訂正報道に従い、「クマラスワミ報告」の内容の一部である吉田証言の引用部分の撤回を申し入れたが、「吉田証言は証拠の一つに過ぎない」と繰り返し、撤回には応じなかった。